# Kraftwerk Al Aweer
Das Kraftwerk Al Aweer ist ein Gasturbinenkraftwerk im Emirat Dubai, Vereinigte Arabische Emirate, das sich ca. 35 km östlich der Innenstadt von Dubai befindet. Die installierte Leistung liegt mit Stand Mai 2023 bei 2825 MW. Das Kraftwerk ist im Besitz der Dubai Electricity and Water Authority (DEWA) und wird auch von DEWA betrieben.

## Kraftwerksblöcke
Das Kraftwerk besteht gegenwärtig aus 16 Gasturbinen, die in vier Bauphasen errichtet wurden. Die folgende Tabelle gibt einen Überblick:
| Phase | GT | Max. Leistung (MW) | Betriebsbeginn | Turbine | Generator | Status     |
| ----- | -- | ------------------ | -------------- | ------- | --------- | ---------- |
| 1     | 1  | 101                | 1997           | MHI     | MHI       | in Betrieb |
| 1     | 2  | 101                | 1997           | MHI     | MHI       | in Betrieb |
| 1     | 3  | 101                | 1997           | MHI     | MHI       | in Betrieb |
| 1     | 4  | 101                | 1998           | MHI     | MHI       | in Betrieb |
| 1     | 5  | 101                | 1998           | MHI     | MHI       | in Betrieb |
| 1     | 6  | 101                | 1998           | MHI     | MHI       | in Betrieb |
| 2     | 7  | 140                | 2006           |         |           | in Betrieb |
| 2     | 8  | 140                | 2006           |         |           | in Betrieb |
| 2     | 9  | 140                | 2008           |         |           | in Betrieb |
| 3     | 10 | 242                | 2008           | Siemens | Siemens   | in Betrieb |
| 3     | 11 | 242                | 2008           | Siemens | Siemens   | in Betrieb |
| 3     | 12 | 242                | 2008           | Siemens | Siemens   | in Betrieb |
| 3     | 13 | 242                | 2009           | Siemens | Siemens   | in Betrieb |
| 4     | 14 | 272                | 2023 (geplant) | Siemens | Siemens   | in Bau     |
| 4     | 15 | 272                | 2023 (geplant) | Siemens | Siemens   | in Bau     |
| 4     | 16 | 272                | 2023 (geplant) | Siemens | Siemens   | in Bau     |

In der Phase 1 wurden von 1996 bis 1998 sechs Gasturbinen (Nr. 1 bis 6) mit einer Gesamtleistung von 600 MW errichtet. Die Gasturbinen vom Typ MHI 70ID wurden von Mitsubishi Heavy Industries (MHI) geliefert und können sowohl mit Erdgas als auch mit Diesel befeuert werden; sie dienen in erster Linie zur Abdeckung von Spitzenlast im Sommer.
In der Phase 2 wurden drei Gasturbinen (Nr. 7 bis 9) mit einer Gesamtleistung von 400 MW errichtet. In der Phase 3 wurden vier Gasturbinen (Nr. 10 bis 13) mit einer Gesamtleistung von 850 MW errichtet. Die Angebote für Phase 3 gingen im Februar 2006 ein; der Auftrag wurde im Juni 2006 an Siemens vergeben.
In der Phase 4 sollen drei Gasturbinen (Nr. 14 bis 16) errichtet werden. Die Gesamtleistung der Gasturbinen vom Typ SGT5-4000F wird mit 815 (bzw. 829) MW angegeben; sie sollen zur Abdeckung von Spitzenlast dienen.

## Sonstiges
Der Auftragswert für die Errichtung der vier Gasturbinen der Phase 3 wird mit 450 Mio. USD angegeben. Die Kosten für die Errichtung der drei Gasturbinen der Phase 4 werden mit rund 1,1 Mrd. AED (bzw. 300 Mio. USD) angegeben.